# Marc Berdoll
Marc Berdoll (Trélazé, 6 de abril de 1953) es un exfutbolista francés que se desempeñó como delantero. Durante su carrera jugó en Angers SCO, 1. Fußball-Club Saarbrücken, Olympique de Marsella, Amiens SCF y US Orléans. Fue convocado en 16 oportunidades al seleccionado de su país, convirtiendo 5 goles. Fue parte del plantel que participó en la Copa Mundial de Fútbol de 1978.